# Ciriacremum angolense
Ciriacremum angolense är en insektsart som beskrevs av Jennifer L. Hollis 1976. Ciriacremum angolense ingår i släktet Ciriacremum och familjen rundbladloppor.
Artens utbredningsområde är Angola. Inga underarter finns listade i Catalogue of Life.